# Pribékfalva
Pribékfalva falu Romániában, Máramaros megyében.

## Fekvése
Máramaros megyében, Kővárhosszúfalutól nyugatra, Magosfalu déli szomszédságában fekvő Szamos menti település.

## Története
Pribékfalva nevét nevét 1405-ben említette először oklevél Pibylfawa néven, majd 1424-ben Pribelfalwa-nak írták.
A falu a kővári uradalomhoz tartozott.
1555-ig a Drágfi család birtoka volt.
1555 után a Kővárvidék része volt, s annak sorsában osztozott.
A 18. században a település a Teleki családé lett, s még a 20. század elején is az övék volt.
Gróf Teleki Géza itt szép kastélyt is építtetett itt, hatalmas park is tartozott a kastélyhoz. A neoreneszánsz - Ybl Miklós-szintű - kastély födémét már renoválták, ablakai hiányoznak, vakolata alig van meg. Vakolat-kő ablakkeretei, tornyai viszont állnak. Teljesen rekonstruálható. Gróf Teleki Pál miniszterelnök használta utoljára, vadászatokra is. A második világháború után a Telekieknek végleg el kellett hagyniuk Pribékfalvát, azóta a kastély elhagyatottan áll. A tetőzetét felújították, de egy vihar súlyosan megrongálta, az épület újra ázik, egyéb javításokra nincs pénz.
A trianoni békeszerződés előtt Pribékfalva Szatmár vármegyéhez, és a nagysomkúti járáshoz tartozott.

## Nevezetességek
- Görögkatolikus templom - 1886-ban épült.
- Teleki-kastély